# Liste der Staatsoberhäupter des Südsudan

Wappen des Südsudan

Dies ist die Liste der Staatsoberhäupter des Südsudan, das heißt aller Präsidenten. Der Südsudan erlangte am 9. Juli 2011 die Unabhängigkeit vom Sudan. Der Präsident ist seitdem zugleich Regierungschef des Landes.
Bislang gibt es nur einen Präsidenten der unabhängigen Republik Südsudan:
| # | Bild | Name (Lebensdaten)           | Amtsantritt  | Amtsaustritt | Partei    |
| - | ---- | ---------------------------- | ------------ | ------------ | --------- |
| 1 |      | Salva Kiir Mayardit (* 1951) | 9. Juli 2011 | im Amt       | parteilos |